# Atlantis (HSK 2)
El Atlantis fue un crucero auxiliar (en alemán Hilfskreuzer) preparado por la transformación de la motonave Goldenfels. Su indicativo era HSK (Handelsstörkreuzer o crucero interruptor de comercio) 2 o Nave 16, y fue puesto al mando del capitán de fragata (luego de navío) Bernhard Rogge, condecorado con la Cruz de Caballero de la Cruz de Hierro con Hojas de Roble.
Zarpó el 30 de marzo de 1940 y fue hundido en el Atlántico Sur el 22 de noviembre de 1941 por el crucero pesado HMS Devonshire mientras trasvasaba combustible al submarino U-126.
En los 603 días de navegación (récord absoluto aún no batido) hundió o capturó 22 barcos mercantes aliados, con un tonelaje total de 150.750 toneladas de registro bruto (TRB).

## Presas delAtlantis
|    | Barco             | Fecha      | Desplazamiento | Destino   |    | Barco          | Fecha      | Desplazamiento | Destino   |
| 1  | Scientist         | 03/05/1940 | 6.200 t        | Hundido   | 12 | Ole Jacob      | 10/11/1940 | 8.305 t        | Capturado |
| 2  | Tirranna          | 10/06/1940 | 7.230 t        | Capturado | 13 | Automedon      | 11/11/1940 | 7.530 t        | Hundido   |
| 3  | City of Bagdad    | 11/07/1940 | 7.505 t        | Hundido   | 14 | Mandasor       | 24/01/1941 | 5.145 t        | Hundido   |
| 4  | Kemmendine        | 13/07/1940 | 7.770 t        | Hundido   | 15 | Speybank       | 31/01/1941 | 5.150 t        | Capturado |
| 5  | Talleyrand        | 02/08/1940 | 6.730 t        | Hundido   | 16 | Ketty Brövig   | 02/02/1941 | 7.300 t        | Capturado |
| 6  | King City         | 24/08/1940 | 4.745 t        | Hundido   | 17 | Zam Zam        | 17/04/1941 | 8.300 t        | Hundido   |
| 7  | Athelking         | 09/09/1940 | 9.555 t        | Hundido   | 18 | Rabaul         | 14/05/1941 | 6.810 t        | Hundido   |
| 8  | Benarty           | 10/09/1940 | 5.800 t        | Hundido   | 19 | Trafalgar      | 24/05/1941 | 4.530 t        | Hundido   |
| 9  | Commissaire Ramel | 20/09/1940 | 10.060 t       | Hundido   | 20 | Tottenham      | 17/06/1941 | 4.760 t        | Hundido   |
| 10 | Durmitor          | 22/10/1940 | 5.620 t        | Capturado | 21 | Balzac         | 22/06/1941 | 5.375 t.       | Hundido   |
| 11 | Teddy             | 09/11/1940 | 6.750 t        | Hundido   | 22 | Silvaplana     | 10/09/1941 | 4.790 t.       | Capturado |
|    | Hundidos (16)     | Total      | 112.355 t      |           |    | Capturados (6) | Total      | 38.395 t       |           |

## Curiosidades
- Entre los papeles encontrados al apresar al petrolero noruego Ole Jacob (12.ª presa) había una descripción completa de las defensas del puerto de Singapur. Dicha documentación fue entregada por un oficial del corsario a las autoridades japonesas, quienes en un principio pensaron que se trataba de una falsificación. Después de la conquista de Singapur, los japoneses regalaron a Rogge una soberbia espada samurái.
- A bordo del buque de pasaje egipcio Zam Zam (17.ª presa) viajaba un fotógrafo de la revista Life que, antes de ser trasladado a bordo del corsario, pudo tomar algunas fotos del barco que les había detenido. Posteriormente estas fotos llegaron a manos del Almirantazgo británico y permitieron, en parte, la identificación del barco cuando fue detenido por el HMS Devonshire.
- El crucero auxiliar llegó a las islas Kerguelen en diciembre de 1940, para aprovisionarse de agua dulce, que recogía de una cascada, mediante más de un kilómetro de tuberías que la llevaban directamente al barco. Durante su estancia la tripulación también llevó a cabo labores de mantenimiento, entre otras reparar un desgarrón en la obra viva de la motonave producida al llegar al archipiélago por una aguja de piedra no cartografiada. La primera víctima mortal del buque de la guerra se produjo cuando un marinero, Bernhard Herrmann, cayó mientras pintaba el embudo. Está enterrado en lo que se refiere a veces como "la tumba alemana más meridional" de la Segunda Guerra Mundial.
- Cuando el corsario es atacado por el crucero británico, el comandante del U-126,[1] Teniente de Navío Bauer,[2] no se encontraba a bordo del submarino; su segundo confundió las primeras granadas caídas en la proximidad del Atlantis con bombas de aviación dirigidas contra el sumergible, bajando a más 100 m de profundidad y no interviniendo en la operación.
- Al ser sorprendido por el HMS Devonshire, y de acuerdo con las instrucciones que el Almirantazgo británico había dado a los mercantes a sus órdenes, intentó huir lanzando el mensaje de socorro «RRR Polyphemus... RRR Polyphemus... Buque no identificado me ordena detenerme...». Mensajes similares indicaban que el mercante aliado era atacado por un corsario (raider), pero las letras R debían agruparse de cuatro en cuatro. Además el mando aliado en el Atlántico Sur confirmó que la motonave Polyphemus, la cual fingía ser el Atlantis, no podía estar en esa zona del mar, y el hidroavión del HMS Devonshire señaló la similitud de este barco con el que había hundido al Zam Zam.

## Cinematografía
Sobre este crucero auxiliar se estrenó en 1960 la película ítalo-americana Bajo diez banderas, producida por Dino de Laurentis y protagonizada por Van Heflin en el papel de Bernhard Rogge y Charles Laughton como el almirante que dirige la caza. Supone que la caza del corsario tiene éxito gracias a una operación de espionaje que logra hacerse con el mapa de las flores; mapa este que serviría para citarse con los aprovisionadores y que en realidad nunca existió.